# Zip2
Zip2 — ИТ-компания, которая предоставляла и лицензировала программное обеспечение для газет. Компания была основана в Пало-Алто (США), как Global Link Information Network в 1995 году братьями Илоном и Кимбалом Масками и также Грегом Коури. Первоначально компания обеспечивала местным предприятиям доступ в интернет. 15 августа 1996 года переименована в Zip2. Приобретена Compaq Computer в 1999 году.

## История
В 1995 году Илон и Кимбал Маск основали компанию под названием Global Link Information Network. Её открытию помог ряд групп бизнес-ангелов, а также друг братьев — Грэг Коури, который внёс 6000 $ собственных сбережений.
В биографии Илона Маска Эшли Вэнс утверждает, что отец Масков, Эррол Маск, предоставил им 28 000 долларов США в течение этого времени, но Илон Маск позже отрицал это. Позже он уточнил, что его отец предоставил около 10 % от 200 000 долларов США в рамках более позднего этапа финансирования.
Global Link стала первой онлайн-версией телефонного справочника «Жёлтые страницы» с интегрированными картами. Для разработки Илон Маск купил диск с бизнес-справочником Пало-Алто и договорился с производителем электронных навигационных карт Navteq о партнёрстве — взамен компания предоставила ему бесплатный доступ к навигации.
Илон Маск написал программу, которая объединила базы данных из карт и бизнес-справочника, и начал поиск инвестиций в проект. Но потенциальные инвесторы ему отказывали. Поэтому братьям пришлось жить в маленьком офисе, так как у них денег практически не было. Для максимального снижения затрат они почти ничего не тратили, а принимали душ в общественных местах в нескольких кварталах от офиса. Они использовали один компьютер: ночью программировали на нём, а днём запускали сервер с сайтом. Интернет работал через дешёвый модем, но позже удалось договориться с провайдером, который находился офисом ниже: братья просверлили отверстие в стене, чтобы провести кабель по лестнице прямо в офис провайдера.
Как только сайт начал свою работу, Илон Маск нанял трёх человек для продажи программы в торговых центрах. Снижение расходов до минимального уровня помогло получать прибыль даже с небольших заказов, что выглядело привлекательно для инвесторов.

### Инвестиции и переименование в Zip2

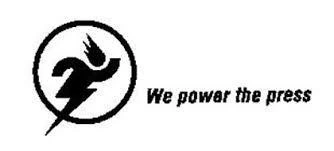
Слоганом Zip2 стал «We Power the Press», что означает «Мы стимулируем прессу»

В 1996 году Global Link получила 3 миллиона долларов США инвестиций от Mohr Davidow Ventures и официально сменила название на Zip2. Davidow Ventures изменила фундаментальную стратегию Zip2 с прямых локальных продаж бизнесу на продажу национальных программных пакетов газетам для создания собственных каталогов.
Вместо Илона Маска генеральным директором стал опытный бизнесмен Ричард Соркин. Маск сохранил место исполнительного вице-президента и технического директора.
Партнёры фонда начали планировать перепродажу Zip2, но Маск убедил их, что её потенциал ещё не до конца раскрыт, и в перспективе стартап может стоить больше.
Zip2 заключило сделки с The New York Times, Knight Ridder и Hearst Corporation, а сотрудничество с газетами сделало её основным компонентом «ответа газетной индустрии США на онлайн-индустрию городских справочников», согласно изданию Editor & Publisher.

### Попытка слияния с CitySearch и покупка Compaq
В апреле 1998 года Zip2 попыталась объединиться с CitySearch (своим главным конкурентом). Хотя Илон Маск первоначально поддерживал слияние, он убедил совет директоров не проводить его. Согласно The New York Times, обе компании сослались на «несовместимость культур и технологий» в качестве причины неудачи слияния.
В феврале 1999 года Compaq Computer приобрела Zip2 за немного более чем 300 миллионов долларов США. Илон и Кимбал, первые основатели, получили 22 миллиона $ (7 %) и 15 миллионов $, соответственно. Компания была приобретена для усовершенствования поисковой системы AltaVista, которая была также куплена Compaq.

## Продукт
Zip2 была одной из первых в мире программ такого рода и имела большой успех. Коммерческие компании стремились разместить информацию о своих товарах и услугах в Zip2, а программное обеспечение позволяло предпринимателям наладить прямое общение с клиентами. Потомками этого проекта можно считать современные сервисы Google Maps, Яндекс.Карты и 2ГИС.